# Megophrys pachyproctus
Megophrys pachyproctus es una especie de anfibios de la familia Megophryidae.

## Distribución geográfica
Es endémica del Tíbet (China); las cita de Vietnam son cuestionables.